# 通検推排
通検推排（つうけんすいはい）は、12世紀に金朝で採用された財産調査制度。

## 歴史
金朝においては、女真族を根幹とした猛安・謀克戸や奴婢を除き、物力銭が課されていた。この物力銭の額を査定するため、財産の全国的な調査を行ったが、これを通検推排と呼ぶ。第4代皇帝海陵王時期の放漫財政による財政難を打開するため、第5代皇帝世宗時期になって始められたものであり、初回の通検推排は大定4年（1164年）に行われたが、この時の調査は公正を欠き、権勢家に有利だという批判を受けたため、翌年に再調査が行われた。以後は概ね10年ごとに行われたが、通検使は税の増収を図ろうとし、また権勢家に有利になったため、種々の問題が生じ、また物力銭の徴集は年を経るごとに苛烈になる傾向があり、金朝に対する漢民族の反感をつのらせた。調査の対象は、農地・家屋・車輛・家畜・有用樹・所有する現金などが含まれたが、蒲察通はさらに奴婢や牛具も含めるべきと主張した。最後に行われた通検推排は泰和8年（1208年）の第5回である。